# Čučići
 Čučići  falu Horvátországban Zágráb megyében. Közigazgatásilag Krašićhoz tartozik.

## Fekvése
Zágrábtól 38 km-re délnyugatra, községközpontjától 10 km-re északra a Zsumberki-hegységben fekszik. 

## Története
A falunak 1910-ben 162 lakosa volt. Trianon előtt Zágráb vármegye Jaskai járásához tartozott. 2001-ben 2 lakosa volt. 

## Lakosság
| Lakosság változása | Lakosság változása | Lakosság változása | Lakosság változása | Lakosság változása | Lakosság változása | Lakosság változása | Lakosság változása | Lakosság változása | Lakosság változása | Lakosság változása | Lakosság változása | Lakosság változása | Lakosság változása | Lakosság változása |
| ------------------ | ------------------ | ------------------ | ------------------ | ------------------ | ------------------ | ------------------ | ------------------ | ------------------ | ------------------ | ------------------ | ------------------ | ------------------ | ------------------ | ------------------ |
| 1857               | 1869               | 1880               | 1890               | 1900               | 1910               | 1921               | 1931               | 1948               | 1953               | 1961               | 1971               | 1981               | 1991               | 2001               |
| 0                  | 0                  | 0                  | 0                  | 0                  | 162                | 161                | 155                | 101                | 110                | 107                | 79                 | 37                 | 10                 | 2                  |

## Külső hivatkozások
Krašić hivatalos oldala